# ところざわ自動車学校
ところざわ自動車学校（ところざわじどうしゃがっこう）は、株式会社所沢自動車学校が運営する1958年創業の埼玉県所沢市狭山ヶ丘にある埼玉県公安委員会指定の自動車教習所である。

## 歴史
- 1958年 - 創業
- 1961年 - 埼玉県公安委員会指定

## 取扱免許
- 普通自動車（MT・AT）
- 準中型自動車
- 中型自動車
- 大型自動車
- 普通二種
- 中型二種
- 大型二種
- けん引自動車
- 大型特殊自動車

## 使用車両

### 教習車
- 普通車 - トヨタ・コンフォート
- 大型二種 - 日野・ブルーリボンII
- けん引車 - 日野・レンジャー

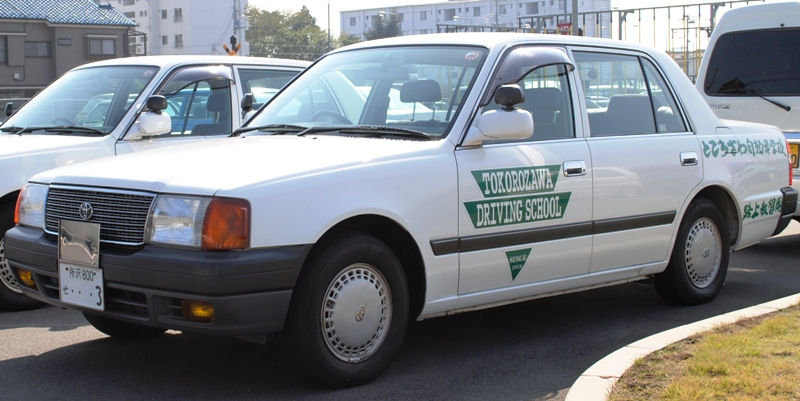
普通車
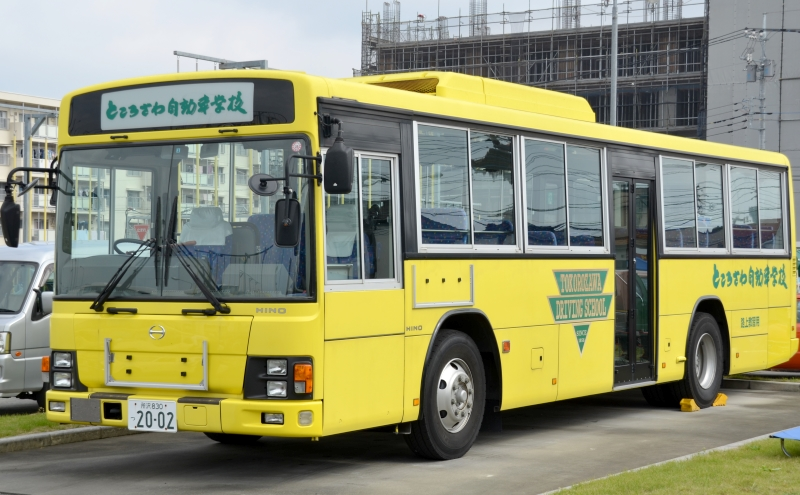
大型二種
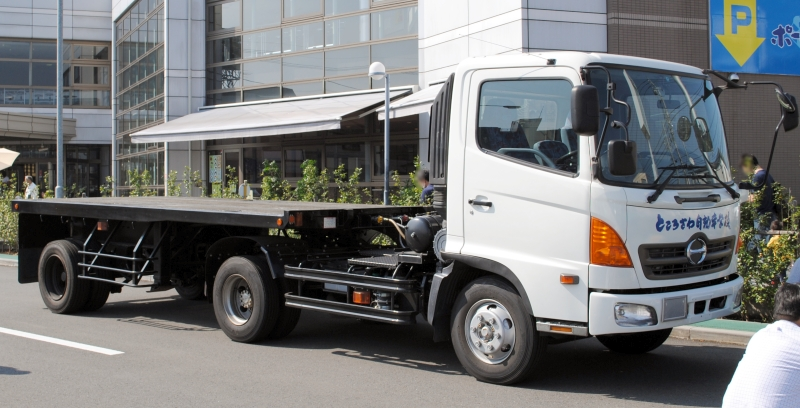
けん引車

## 営業時間
- 定休日
月曜日（臨時休校日もあり）
- 手続き受付時間 9:00-18:30
- 教習時間 9:00 - 20:00（繁忙期のみ21：00まで）

## 特色
- 駅至近にもかかわらず28,000平方メートルの敷地を持ち4車線の教習コースがある。
- 設置者は旧車好きが高じて1996年より10月に「クラシックカーフェスティバルinところざわ」を毎年開催している。
- 毎年、9月の敬老の日には、参加が30チームを超える「ところざわYOSAKOI元気フェスタ」を開催。

## アクセス
- 西武池袋線狭山ヶ丘駅東口より徒歩2分。

## 送迎バス
「新所沢方面」「椿峰・早稲田大学（所沢）方面」「宮寺方面」「入間市方面」を走行

## 所内施設
- 「レストラン・ポール・ポジション」は、一般のお客様も利用できるレストラン。営業時間は日中だけだが、女性客がたいへん多い。10人～15人ぐらいのランチミーティングができるパーティールーム もある。（予約制）